# الهميسع بن حمير
الهميسع بن حمير وهو الهميسع بن حمير بن سبأ بن يشجب بن يعرب بن قحطان أحد أبناء حمير الأثنا عشر، وأحد ملوك اليمن، وقيل أنه حكم خمسين سنة وكان عادلا وأحسن في حكمه.

## الهميسع في وصية أبيهحمير بن سبأ
كان لحمير اثنا عشر ولد فوصاهم بطاعة الهميسع بعده فقال: «يا بني، أطيعوا الأرشد فالأرشد منكم، ولا تعصوا أخاكم الهميسع فإنه خليفتي بعد الله فيكم وأميني فيما بينكم، وإنه لسيفكم وأنتم حد ذلك السيف، وإنه لرمحكم، وأنتم سنان ذلك الرمح وما السيف لولا الحد، وما الحد لولا السيف، وما السنان لولا الرمح، وما الرمح لولا السنان، أنتم بالهميسع وله، والهميسع بكم ولكم.» ثم أنشد يقول: «هميسعُ لم تجهلْ معَ الناسِ سيرتي فسرْ لي بِها في النَّاسِ بعدي، هميسعُ بنيَّ بهمْ أوصيكَ خيراً فإنَّهمْ تضرُّ بهم من شئتَ يوماً وتنفعُ وعمك وابن العمِّ دونكَ بعده مردُّ الأعادي الكاشحينَ ومدفعُ همُ لكَ كهفٌ بل هُمُ لكَ موئلٌ وهمْ لكَ من دونِ البريةِ مفزعُ وليسَ عُقابُ الطير يوماً وإن لها يذِلُّ وتنقادُ البغاثُ وتخضعُ تؤولُ إلى وكرٍ سوى وكرهَا الذي تؤولُ إليهِ للمبيتِ وترجعُ هميسعُ إنَّ الناسَ وحشٌ وإنهم إلى الرِّفق من خمس القوارب أسرعُ هميسعُ جُدْ بالخيرِ تُجز بمثلهِ فكُلُّ امرئٍ يُجزى بما هو يصنعُ هميسعُ دارِ الناسَ تُعطَ قيادَهُمْ فحظُّكَ منهم أن يُطيعوا ويسمعوا هميسعُ لا والله إن أنتَ حاصد طوالَ الليالي غيرَ ما أنتَ تزرعُ، فأُوصيكَ بالإفضالِ مثلَ وصيَّتي بإخوتِكَ القُربى فهلْ أَنتَ تسمعُ».
قال علي بن محمد: قال الدعبل بن علي: فيقال: إن الهميسع حفظ وصية أبيه حمير، وثبت عليها، وعمل بها، وأجرى الناس على ما كان يجريهم أبوه حمير حين ولي الملك بعده، وسار فيهم بسيرته، وكذلك ابنه أيمن بن الهميسع الذي يقول فيه عمه مالك بن حمير: «نطيعُ ولا نعصي أخانا الهميسعا وأيمنَ ما غنَّى الحمامُ وسَجَّعا لقد سادَ أملاكَ البلادِ هميسعٌ وما كَملتْ خمساً سنوهُ وأَربعا وأيمنُ شِمنا فيهِ ما في هميسعٍ ربَتْهُ بنو هُودٍ فطيماً ومرضعا فوالله لا ينفكُّ يجمعُ أمرنا على ما عليهِ الرأيُ والأمرُ أجمعا ونُوصي بَنِينا أن تكونَ جموعُهُمْ لأيمنَ ما عاشُوا وما عاشَ تُبَّعا»

## أبناء الهميسع
من أبناء الهميسع: الأفرع بن الهميسع وأيمن بن الهميسع ومن نسل أيمن انتشرت قبائل حميرية كثيرة ومنها: يافع - المشاجر ـ المراشدة ـ الخامعة ـ الخنابشة-الاملوك.
وبعد الهميسع بن حمير حكم اليمن ابنه أيمن بن الهميسع فأنشد فقال:
```
أبى المُلكُ إلا أن يكونَ وليُّهُ ومالِكُهُ بعدَ الهميسعِ أيمنُ
وأن يتلقَّاهُ زُهيرٌ وراثةً وللتِّبرِ في مبسوطةِ الأرضِ معدنُ 
أرى لزُهيرٍ أذعنَ الناسُ كلُّهمْ كما لأبيهِ أو لِجدَّيهِ أذعنُوا
```

وبعد أيمن بن الهميسع حكم ابنه زهير بن أيمن فكان الملوك والتبابعة من نسل الهميسع بن حمير.